# Polystira coltrorum
Polystira coltrorum is een slakkensoort uit de familie van de Turridae. De wetenschappelijke naam van de soort is voor het eerst geldig gepubliceerd in 1993 door Petuch.